# Anomala xiphostetha
Anomala xiphostetha är en skalbaggsart som beskrevs av Bates 1888. Anomala xiphostetha ingår i släktet Anomala och familjen Rutelidae. Inga underarter finns listade i Catalogue of Life.